# Fendilin
A fendilin (INN: fendiline) koszorúér-tágító, angina és iszkémia elleni gyógyszer. Nem-szelektív kalciumcsatorna-blokkoló(en), kalmodulin(en) antagonista.
Napi adag felnőtteknek 150 mg több részletben bevéve.
Kifejlesztése a Chinoin gyógyszergyárban dr. Harsányi Kálmán (1927–2005) nevéhez fűződik.

## Készítmények
Nemzetközi forgalomban:
- Cordan
- Difmecor
- Fendilar
- Olbiacor
- Sensit
- Sensit-F

Kombinációban:
- Digo-Sensit

Magyarországon nincs forgalomban.